# Palachův týden
Palachův týden, občas nazýván i palachiáda, je označení pro sérii občanských nepokojů konajících se u příležitosti výročí upálení Jana Palacha. Tyto události na Václavském náměstí v Praze na začátku roku 1989, byly prvním signálem blížícího se konce komunistické vlády v Československu. Pět dní trvající protesty byly největším projevem občanského odporu proti totalitnímu režimu od jeho stabilizace na počátku 70. let.

## Průběh

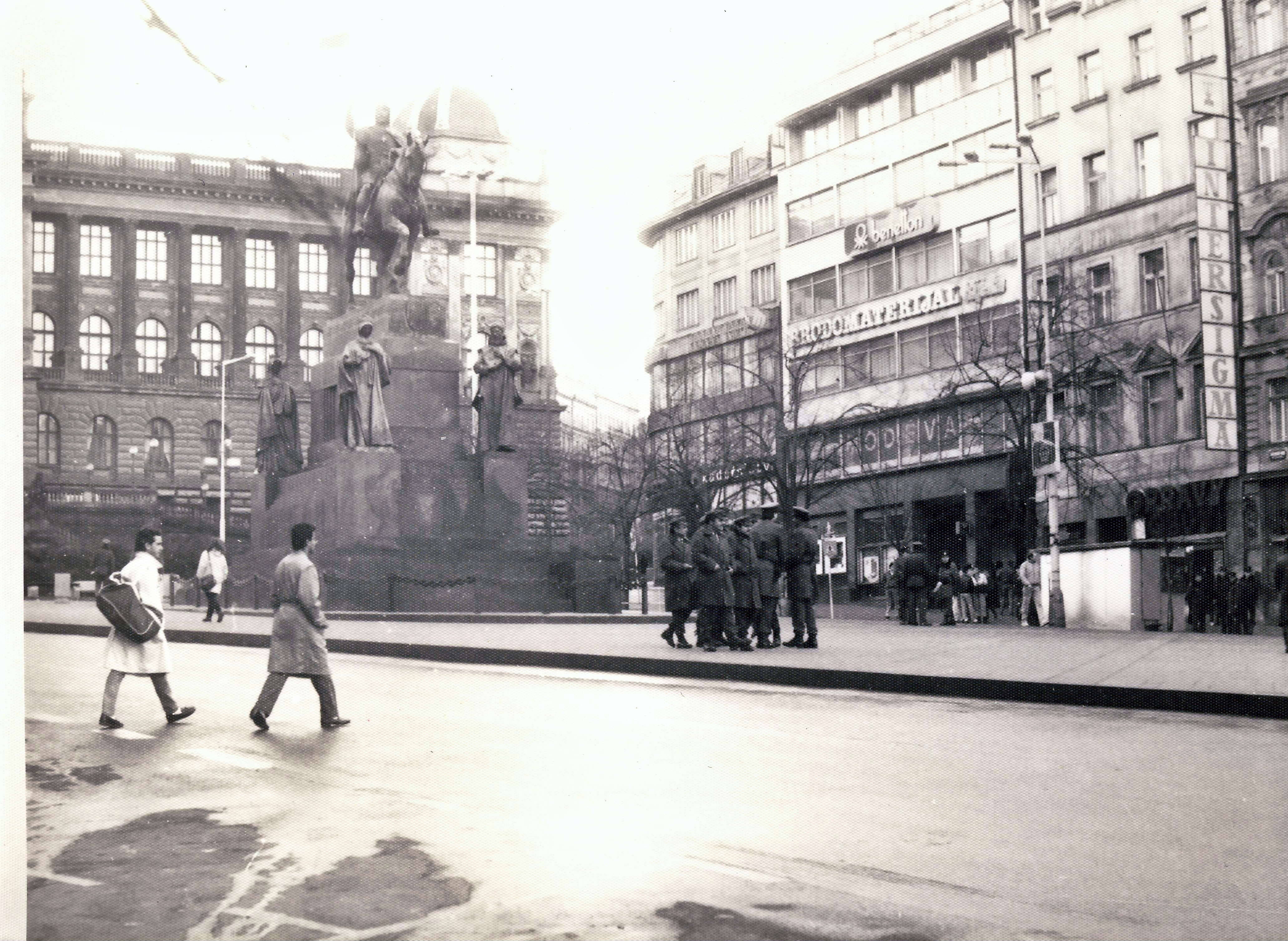
Příslušníci VB u pomníku sv. Václava během Palachova týdne

Palachův týden začal v neděli 15. ledna 1989. Disidentské skupiny oznámily, že toho dne uctí památku upáleného studenta Jana Palacha. I přes úřední zákaz se na Václavském náměstí sešlo několik tisíc lidí a představitelé disidentského hnutí se pokusili položit květiny k pomníku sv. Václava. Komunistická Veřejná bezpečnost a Lidové milice shromáždění s použitím obušků, slzného plynu a vodních děl rozehnaly.
Všechny předchozí protesty obvykle po tvrdém zásahu bezpečnostních sil umlkly, tentokrát byl ale vývoj událostí jiný. Druhý den, 16. ledna, se lidé na protest opět sešli; i toto shromáždění bylo ještě surověji rozehnáno. Brutální zákrok policie situaci neuklidnil a naopak vyvolal ještě větší rozhořčení obyvatel.
Shodou okolností ve stejné době probíhalo ve Vídni zasedání Konference o evropské bezpečnosti a spolupráci. Československá delegace byla obviněna z porušování helsinské dohody o lidských právech.
Shromáždění a protesty pokračovaly i v dalších dnech, a to až do středy 18. ledna. Jak v ten den, tak i v předchozím, proběhly demonstrace již pokojně a pořádkové síly jim pouze přihlížely. 19. ledna opět pořádkové jednotky demonstraci brutálně rozehnaly.
Během prvních tří dnů však policie postupovala velmi brutálně. Byli zatýkáni a legitimováni i náhodní chodci a cizinci. To vyvolalo kritiku v zahraničí. Celkem bylo při Palachově týdnu zadrženo přes 1 400 lidí, řada osob byla zraněna; Václav Havel byl zatčen a v březnu 1989 uvězněn.

## Polistopadová dohra
Dne 22. prosince roku 1989 byl zatčen pražský tajemník KSČ Miroslav Štěpán, a posléze obviněn z trestného činu zneužití pravomoci veřejného činitele, kterého se dopustil tím, že v průběhu Palachova týdne nařídil použít proti demonstrantům vodní děla a slzný plyn. Odsouzen byl ke čtyřem letům vězení, tento trest mu byl ale později snížen na dva a půl roku. V říjnu 1991 byl z vězení podmínečně propuštěn na svobodu.